# Діва Фінляндія

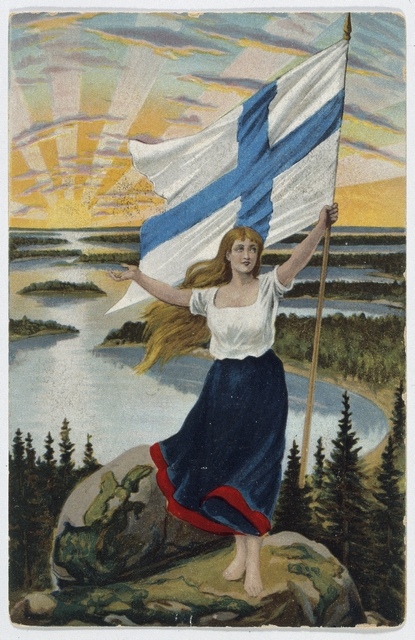
Фінська діва на листівці 1906 року

Діва Фінляндія (Фінська діва, фін. Suomi-neito, швед. Finlands mö) — національна персоніфікація Фінляндії. Діва Фінляндія — босонога молода панянка у віці близько 25 років, найчастіше зображується з заплетеним волоссям, блакитноока. Одягнена в синьо-білий національний костюм або в білий одяг. Спочатку її називали Аура на честь однойменної річки, що протікає через місто Турку (Або).

## Історія
Як національний символ образ діви Фінляндії використовувався з XVIII століття, коли її зображували як жінку з короною (дослівно — стінна корона, зубці якої виконані у вигляді фортечних башточок). З розвитком національної свідомості та здобуттям Фінляндією незалежності образ діви Фінляндії дістав подальший розвиток. Зображення діви, що персоніфікують Фінляндію, а також поєднання синього та білого кольорів стали важливими інструментами пропаганди в боротьбі за захист фінської автономії від зазіхань російської окупаційної влади.
Образ діви Фінляндії може також розглядатися як посилання на обриси Фінляндії на географічній карті. При невеликій уяві вона має вигляд жіночого силуету з піднятою рукою (та другою — до Московського перемир'я), головою та спідницею. Метафора так широко використовується, що північно-західну комуну Енонтекійо називають Рукою (фін. Käsivarsi) навіть в офіційному контексті.

## Образ в мистецтві

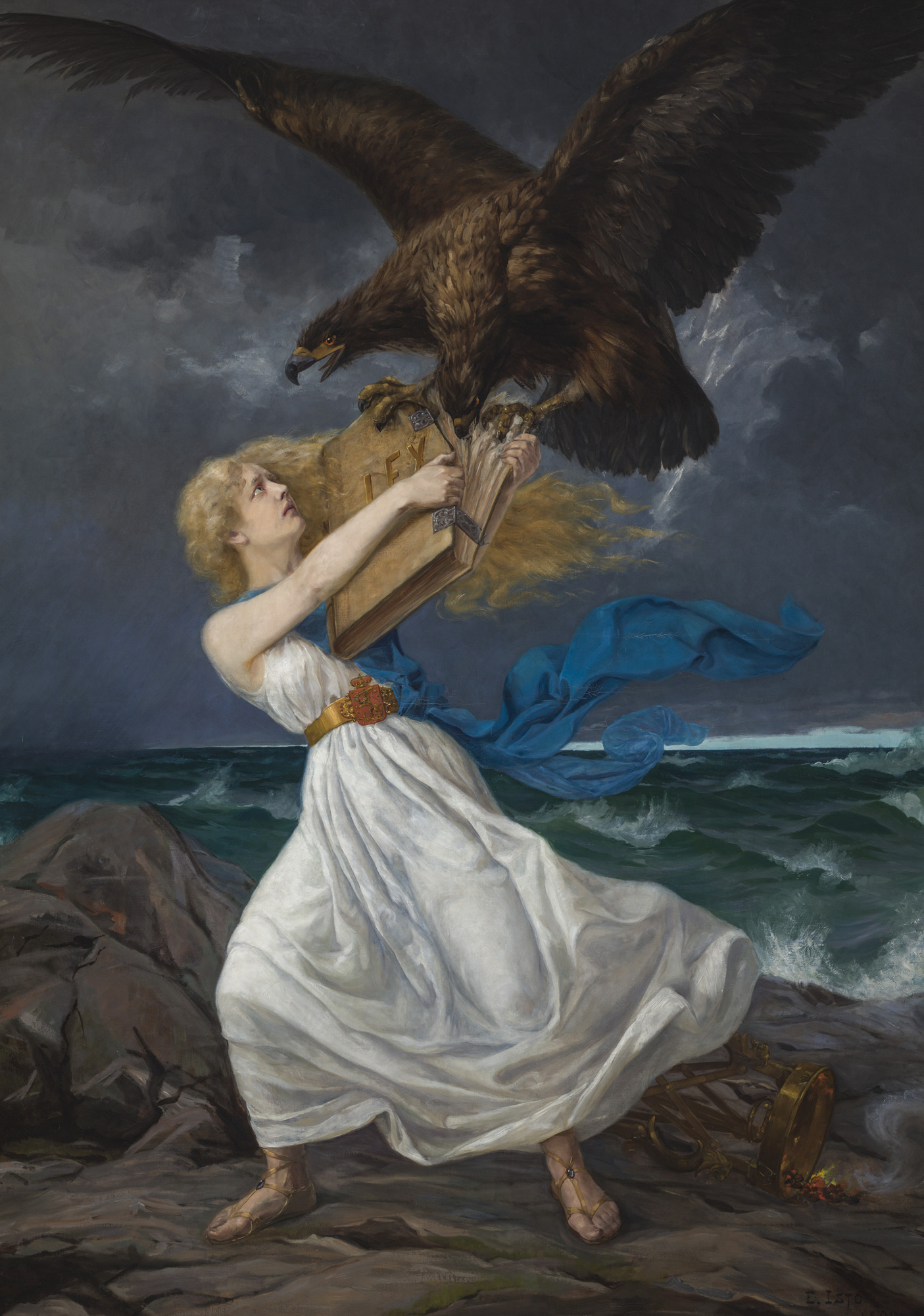
На відомій картині пензля Едварда Істо Діву Фінляндію атакує двоголовий орел, який вириває у неї звід законів

На картині Едварда Істо діва зображена такою, що захищає звід законів Фінляндії від двоголового орла — символу російського імператорського дому і, за задумом автора, уособлення сил зла. Незважаючи на спроби влади заборонити демонстрацію картини, вона стала відомою по всій країні.
Образ Діви Фінляндії був використаний при створенні пам'ятника національному поетові країни Югану Людвіґу Рунеберґа. На бульварі Еспланада в Гельсінкі в 1885 поставлений пам'ятник Рунебергу, виконаний його сином, скульптором Вальтером Рунеберґом. Біля підніжжя пам'ятника — Діва Фінляндія та кам'яна плита з віршем «Наш край», який став національним гімном країни.